# NGC 2110
NGC 2110 est une galaxie lenticulaire située dans la constellation d'Orion. NGC 2110 a été découvert par l'astronome germano-britannique William Herschel en 1785.

## Caractéristiques
Sa vitesse par rapport au fond diffus cosmologique est de 2 362 ± 20 km/s, ce qui correspond à une distance de Hubble de 34,8 ± 2,5 Mpc (∼114 millions d'al).
À ce jour, une mesure non basée sur le décalage vers le rouge (redshift) donne une distance d'environ 36,900 Mpc (∼120 millions d'al). 

NGC 2110 est une galaxie active de type Seyfert 2 et elle présente un jet source d'émission d'ondes radio.

## Trou noir supermassif
Selon les auteurs d'un article publié en 2002, la masse du trou noir central de NGC 2110 est de 2,00 x 108{\displaystyle M_{\odot }} (108,30{\displaystyle M_{\odot }}).  
Selon une étude publiée en 2009 et basée sur la vitesse interne de la galaxie mesurée par le télescope spatial Hubble, la masse du trou noir supermassif au centre de NGC 2110 serait comprise entre 32 et 620 millions de {\displaystyle M_{\odot }}.